# 井上遥乃
井上遥乃（日语：／，9月16日—），日本女性声优。隶属于AIR AGENCY。東京都出身。ESP动漫声优职业学校、AIR AGENCY声优养成所毕业。

## 出演作品
粗体字为主要角色。

### 電視動畫
2014年
- 信長之槍（淺尾薰[2]）
- 極黑的布倫希爾特（學生、女性櫃台人員）

2015年
- CROSSANGE 天使與龍的輪舞（巫女）
- 可塑性記憶（接待員、女店員、米拉貝爾、路易斯、藥草店店員、公告）
- Go! Princess 光之美少女（神田陽子）
- 監獄學園（女子E）
- 我被綁架到貴族女校當“庶民樣本”（淑女）

2017年
- 蠟筆小新（女性員工）
- 快盜天使雙胞胎（女子A）
- Gamers 電玩咖！（學生會會員C）

2018年
- 新幹線變形機器人（那須野）
- 賽馬娘 Pretty Derby（稻荷一）
- 三次元女友（女學生）

2019年
- 輝夜姬想讓人告白～天才們的戀愛頭腦戰～（女學生A）

2020年
- 淘氣貓2020：家有圓圓？！～我家的圓圓你知道嗎～（女性B）
- 王者天下 第3期（陽）

### 剧场版动画
2017年
- 光之美少女_Dream_Stars!（神田阳子）

### 游戏
2015年
- V.D. -Vanishment Day-（日野愛奈[3]、清州ヒカリ）
- 雷子（魏延[4]）

2016年
- 幻獣姫（太公望[5]）
- マクロスΔスクランブル（日语：マクロスΔスクランブル）（ファン・ベルナロッテ[6]）

2018年
- 赛马娘Pretty Derby（稻荷一[7]）
- 怪物彈珠（反派・迪爾・洛緹）

### 广播剧CD
- 素直じゃないけど（2013年）

### 广播节目
- あずべあ!!（日语：あずべあ!!）　第54回（音泉，2015年4月21日）